# Lacave (Lot)
Lacave település Franciaországban, Lot megyében. Lakosainak száma 264 fő (2022. január 1.). Lacave Saint-Sozy, Calès, Meyronne, Pinsac és Rocamadour községekkel határos.

## Népesség
A település népességének változása:
| Lakosok száma | 310  | 249  | 241  | 290  | 280  | 272  | 262  | 255  | 249  | 264  |
|               | 1968 | 1982 | 1990 | 2006 | 2013 | 2015 | 2017 | 2019 | 2020 | 2022 |